# Vicente Ruiz Vila
Vicente Ruiz Vila (Castelló de la Plana, 6 de març de 1826 - 3 de gener de 1894) fou un advocat i polític valencià, diputat i senador a Corts.

## Biografia
Era fill dels propietaris Pedro Ruiz Alcoy i Francisca Vila Barberá. Estudià dret a la Universitat de València i es doctorà a la Universitat de Madrid. El 1854 fou nomenat procurador síndic de Castelló, formant part del sector més moderat del Partit Progressista. Quan arribaren els moderats al poder el 1856 fou nomenat tinent d'alcalde; des del seu càrrec proposà l'abolició de l'impost sobre els consums, raó per la qual fou destituït. El 1858 ingressà a la Unió Liberal i fou escollit conseller provincial de Castelló fins al 1863. De 1863 a 1866 fou diputat provincial i el 1865 diputat a Corts per Castelló, on sovint votarà al costat dels membres del Partit Moderat.
Tot i això, durant la revolució de 1868 formà part de la Junta Revolucionària de Castelló, presidida pel seu cunyat Antoni Carruana i fou elegit diputat pel districte de Castelló de la Plana a les eleccions generals espanyoles de 1869. De 1873 a 1874 fou escollit alcalde de Castelló, alhora que es decantava per la monarquia. El 1875 fou nomenat diputat provincial pel districte el Toro-Viver i de 1877 a 1886 pels districtes de Torreblanca i Castelló, i fou president de la Diputació de Castelló el 1877-1880 i el 1882. Aquest últim any fuo nomenat fill predilecte de la ciutat de Castelló de la Plana. També fou senador en la legislatura 1876-1877. El 1882 fou un dels promotors del Port del Grau i el 1884 presidí la Lliga de Contribuents de Castelló. Entre 1886 i 1892 fou membre del consell d'administració de la sucursal del Banc d'Espanya a Castelló. Està enterrat al cementeri de Sant Josep d'aquesta ciutat.